# Admisibilitatea cererilor la CEDO
Admisibilitatea cererilor la CEDO reprezintă criteriile conform cărora Curtea Europeană a Drepturilor Omului decide dacă o plângere adresată ei poate fi examinată. Curtea poate fi sesizată în anumite circumstanțe cu plângeri de către persoane care consideră că drepturile lor, prevazute în Convenția Europeană a Drepturilor Omului și în Protocoalele suplimentare, au fost încălcate.

## Cine sesizează Curtea Europeană a Drepturilor Omului?
Curtea Europeană a Drepturilor Omului poate fi sesizată de orice persoană, fizică sau juridică, dintr-un stat semnatar al Convenției Europene a Drepturilor Omului sau care doar tranzitează teritoriul acestuia sau care, în urma unor acte extrateritoriale ale acestui stat, săvârșite în afara teritoriului său, intră sub jurisdicția sa.

## Ce poate face Curtea Europeană a Drepturilor Omului?
- Curtea poate examina doar cererile îndreptate împotriva unuia dintre statele care au ratificat Convenția și Protocoalele sale  și doar în legătură cu actele unei autorități publice din unul din aceste state

## Ce nu poate face Curtea Europeană a Drepturilor Omului?
- Curtea nu poate modifica deciziile date în țara de origine a reclamantului
- Curtea nu poate interveni direct în favoarea reclamantului pe lângă autoritatea de care se plânge
- Curtea nu poate examina cererile îndreptate împotriva unuia dintre statele care nu au ratificat Convenția și Protocoalele sale
- Curtea nu se poate ocupa de plângeri îndreptate împotriva unor persoane particulare sau a unor instituții private

## Criteriile de admisibilitate a cererilor la Curtea Europeană a Drepturilor Omului
- Inadmisibilitatea legată de procedură

1. Neepuizarea căilor de recurs interne
2. Nerespectarea termenului de 4 luni
3. Cererea anonimă
4. Cererea repetitivă
5. Cererea deja supusă unei alte instanțe internaționale
6. Cererea abuzivă

- Inadmisibilitatea legată de competența Curții

1. Incompatibilitatea ratione personae
2. Incompatibilitatea ratione loci
3. Incompatibilitatea ratione temporis
4. Incompatibilitatea ratione materiae

- Inadmisibilitatea legată de fond

1. Lipsa vădită de fundament
2. Absența unui prejudiciu

## Cum vă adresați Curții Europene a Drepturilor Omului
Limbile oficiale sunt engleza și franceza dar Curtea examinează cererile și în limbile naționale ale statelor semnatare, dar acestea vor fi traduse.  Curtea poate fi sesizată doar prin poștă la "Monsieur le Greffier de la Cour européenne des Droits de l'Homme Conseil de l'Europe F.67075 STRASBOURG CEDEX". Răspunsul la cerere sau la transmiterea unui document atașat unui dosar se transmite de Grefă prin poștă, cu confirmare de primire a cererii. La primirea primei cereri, Grefa comunică reclamantului (petentului) că s-a deschis în numele său un dosar al cărui număr trebuie să-l menționeze în orice corespondență ulterioară.